# Sadocus
Sadocus — рід павукоподібних родини Gonyleptidae ряду косариків (Opiliones). Поширені в Чилі, Аргентині та Бразилії.

## Види
Містить 14 видів:
- Sadocus allermayeri
- Sadocus asperatus
- Sadocus bicornis
- Sadocus brasiliensis
- Sadocus calcar
- Sadocus conspicillatus
- Sadocus dilatatus
- Sadocus exceptionalis
- Sadocus funestis
- Sadocus guttatus
- Sadocus ingens
- Sadocus nigronotatus
- Sadocus planiceps
- Sadocus polyacanthus